# Google開發者日

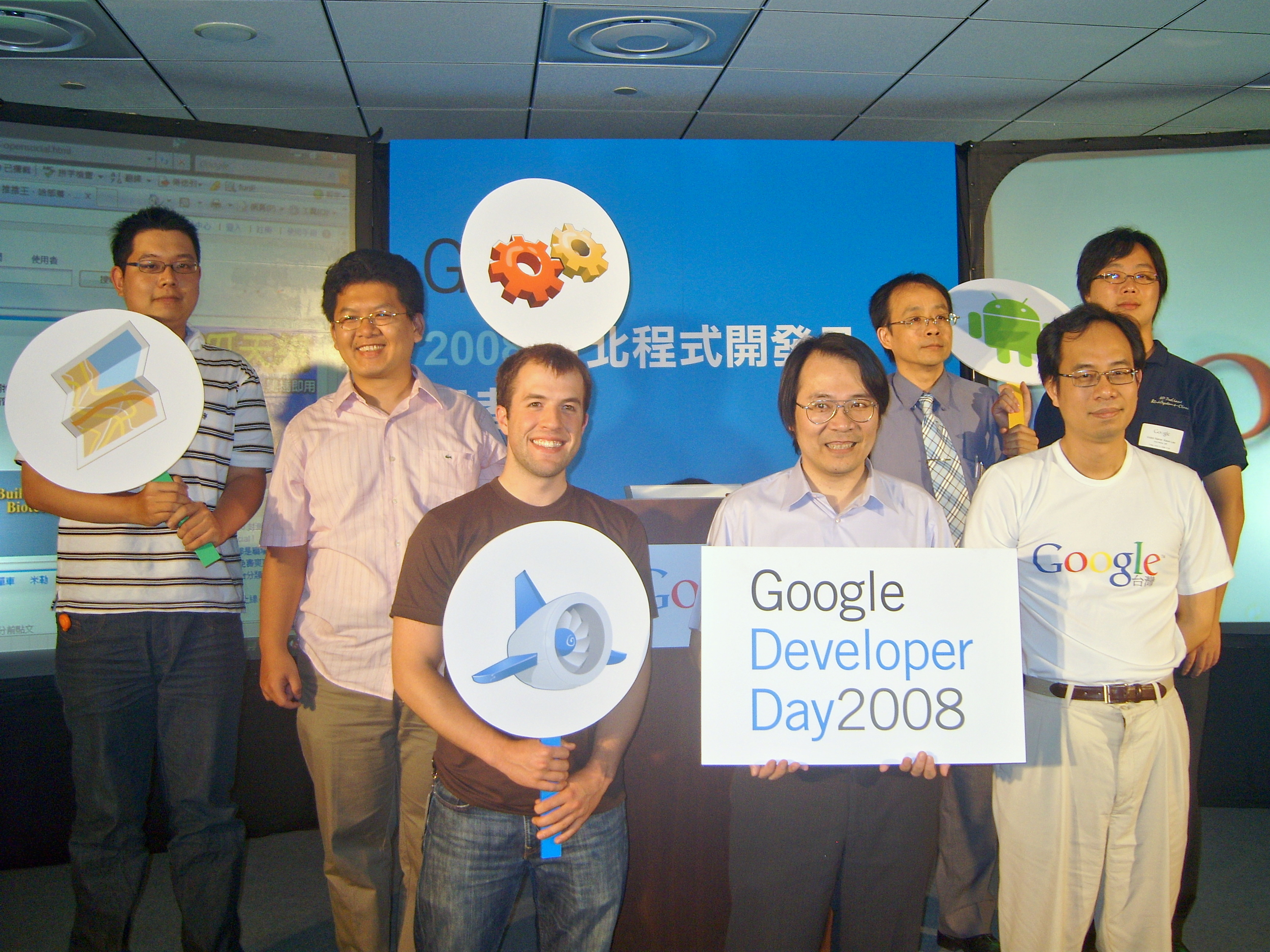
2008年在台湾的Google开发者日

Google开发者日（Google Developer Day）是由谷歌每年在不同地方举办的针对网络开发者的一日会议。它们包括讨论会和编程实验组。他们重点讨论网络的架构，移动产品，基于谷歌应用软件的研发公司和开放式网络技术，例如Android、HTML5、Chrome、Google App Engine、Google Web Toolkit和给予每个参与者一次绝佳机会来学习谷歌开发者研发的产品，也同时与参与项目的工程师互动分享。这会议的形式类似于Google I/O。
到目前，Google开发者日如下：
- 2007年Google开发者日：在美国加州的山景城，巴西的圣保罗，英国的伦敦，法国的巴黎，西班牙的马德里，德国的汉堡，俄罗斯的莫斯科，日本的东京，澳大利亚的悉尼和中国的北京。[1]

- 2008年Google开发者日: 6月10日在日本的横滨，6月12日在中国的北京，6月14日在台湾的台北，6月18日在澳大利亚的悉尼，6月23日在墨西哥的墨西哥城，6月27日在巴西的圣保罗，9月16日在英国的伦敦，9月18日在法国的巴黎，9月23日在德国的慕尼黑，9月25日在西班牙的马德里，10月18日在印度的班加罗尔，10月21日在意大利的米兰，10月24日在捷克的布拉格，10月28日在俄罗斯的莫斯科，11月2日在以色列的特拉维夫。[2]

- 2009年Google开发者日:6月5日在中国的北京，6月9日在日本的横滨，6月29日在巴西的圣保罗，11月6日在捷克的布拉格，11月10日在俄罗斯的莫斯科。[3]

- 2010年Google开发者日: 9月28日在日本的东京，10月29日在巴西的圣保罗，11月9日在德国的慕尼黑，11月12日在俄罗斯的莫斯科和11月16日在捷克的布拉格。[4]

- 2011年Google开发者日: 10月27日在中国的北京，11月4日在中国的上海，11月12日在中国的广州。[5]

- 2016年Google开发者日: 12月8日在中国的北京，12月14日在上海。[6]

- 2017年Google开发者日: 12月13日到14日在中国的上海。[7]

- 2018年Google开发者日: 9月20日到21日在中国的上海